# Navigator pixii
Navigator pixii is een keversoort uit de familie bladsprietkevers (Scarabaeidae). De wetenschappelijke naam van de soort werd voor het eerst geldig gepubliceerd in 2016 door en Moeseneder en Hutchinson .